# Ga Gangdong
Ga Gangdong (Tiếng Hàn: 강동역, Hanja: 江東驛) là ga trên Tàu điện ngầm vùng thủ đô Seoul tuyến 5 ở Cheonho-daero, Gangdong-gu, Seoul và là ga trung chuyển nơi các chuyến tàu đi đến Ga Hanam Geomdansan và Ga Macheon chuyển hướng. Các tuyến ở phía Bắc và phía Nam giao nhau tại điểm này, với Ga Gil-dong ở phía Bắc và Ga Dunchon-dong ở phía Nam. Ga Cheonho trước nó ở phía Tây.

## Lịch sử
- 15 tháng 11 năm 1995  : Việc kinh doanh bắt đầu với việc khai trương đoạn Sangil-dong ~ Wangsimni của Tàu điện ngầm Seoul tuyến 5.
- 30 tháng 3 năm 1996: Nó trở thành ga trung chuyển với việc khai trương đoạn Gangdong ~ Macheon trên tuyến nhánh Macheon của Tàu điện ngầm vùng thủ đô Seoul tuyến 5.
- 1 tháng 8 năm 2016: Tên ga phụ đổi thành Bệnh viện Thánh Tâm Gangdong .
- Tháng 8 năm 2019: Tên ga phụ bị xóa do hết thời hạn hợp đồng.

## Bố trí ga
| Cheonho ↑                                                         |
| \| W/B1 W/B2 \|                                                   |
| ↓ Hướng Macheon: Gil-dong/↓ Hướng Hannam Geomdansan: Dunchon-dong |

- Số nền tảng không cố định.

| Hướng Tây 2 | ● Tuyến 5 | ← Hướng đi Wangsimni · Sân bay Quốc tê Gimpo · Banghwa (Tàu từ hướng Sangil-dong · Hanam Geomdansan) |
| Hướng Tây 1 | ● Tuyến 5 | ← Hướng đi Wangsimni · Sân bay Quốc tê Gimpo · Banghwa (Tàu từ hướng Macheon)                        |
| Hướng Đông  | ● Tuyến 5 | → Hướng đi Myeongil · Sangil-dong · Misa · Hanam Geomdansan → (Tuyến chính)                          |
| Hướng Đông  | ● Tuyến 5 | → Hướng đi Công viên Olympic · Ogeum · Macheon → (Tuyến nhánh Macheon)                               |

## Xung quanh nhà ga
Ga Gangdong nằm trên Quốc lộ 43 (Cheonho-daero).
| Lối ra \| 나가는 곳 \| Exit \| 出口 | Lối ra \| 나가는 곳 \| Exit \| 出口 |
| ----------------------------------- | --- |
| 1                                   | Trung tâm dịch vụ cộng đồng Cheonho 3-dong Trung tâm an toàn công cộng Cheonho 3 Trung tâm phúc lợi xã hội Gangdong Shin-dong A Familie Raemian Gangdong Palace        |
| 2                                   | Cheonho Hyundai Tower APT Phòng thuế Gangdong Bệnh viện Thánh Tâm Gangdong Thư viện Cheonho Gangdong-gu Tổng công ty Bảo hiểm Y tế Quốc gia Chi nhánh Gangdong         |
| 2-1                                 | Trung tâm thương mại Familie City Ga Gangdong Trường trung học cơ sở Dongshin                                                                                          |
| 3                                   | Hướng đi giao lộ Gildongsageori Dịch vụ Hưu trí Quốc gia Chi nhánh Gangdong và Hanam Thư viện Seongnae                                                                 |
| 4                                   | Seongnae 2-dong Chợ truyền thống Seongnae Hướng đi văn phòng Gangdong- gu Trung tâm phúc lợi xã hội tổng hợp Seongnae Trung tâm lao động nước ngoài Phố Gangful Manhwa |

## Hình ảnh

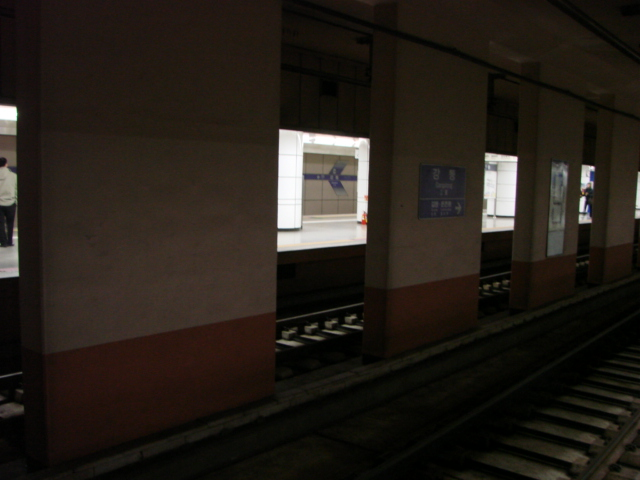
Sân ga (Trước khi lắp đặt cửa chắn)
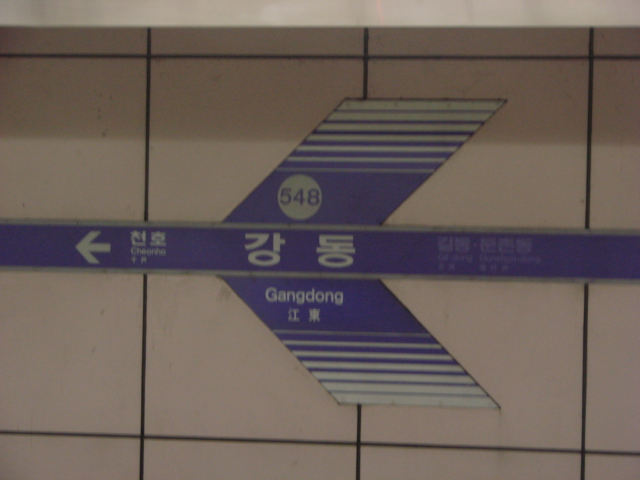
Bảng tên ga (Hướng Banghwa)
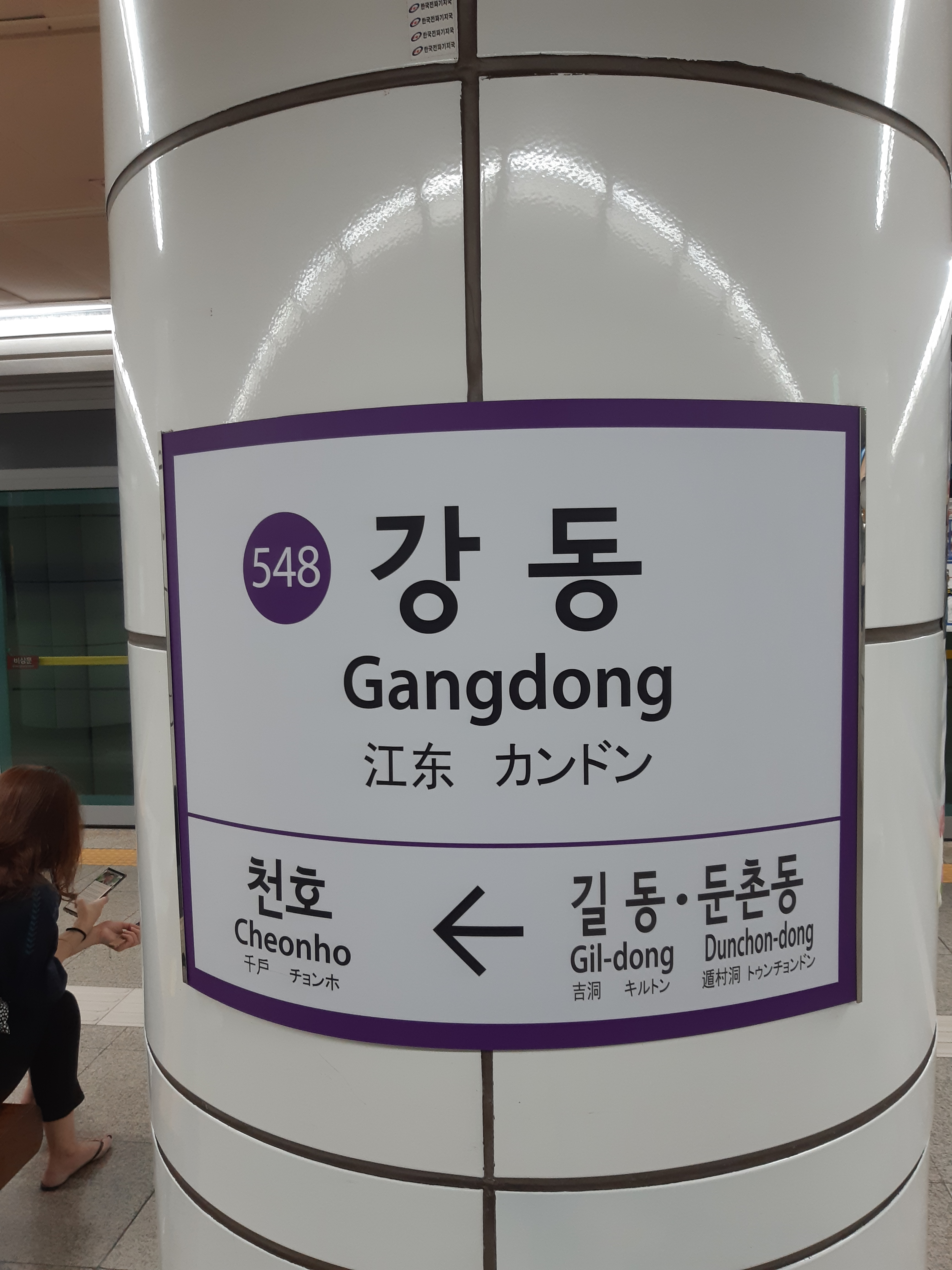
Bảng tên ga
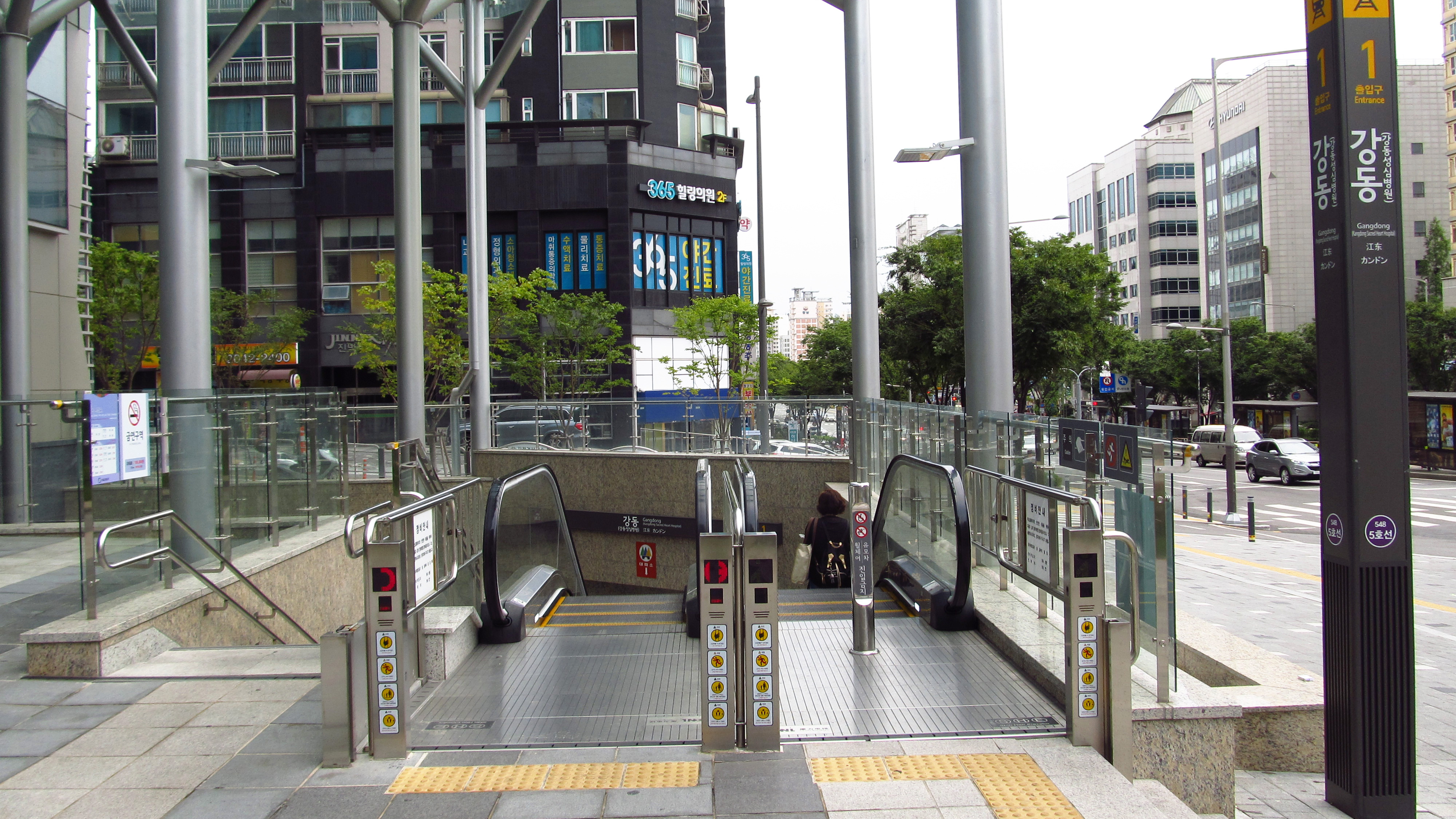
Lối ra 1
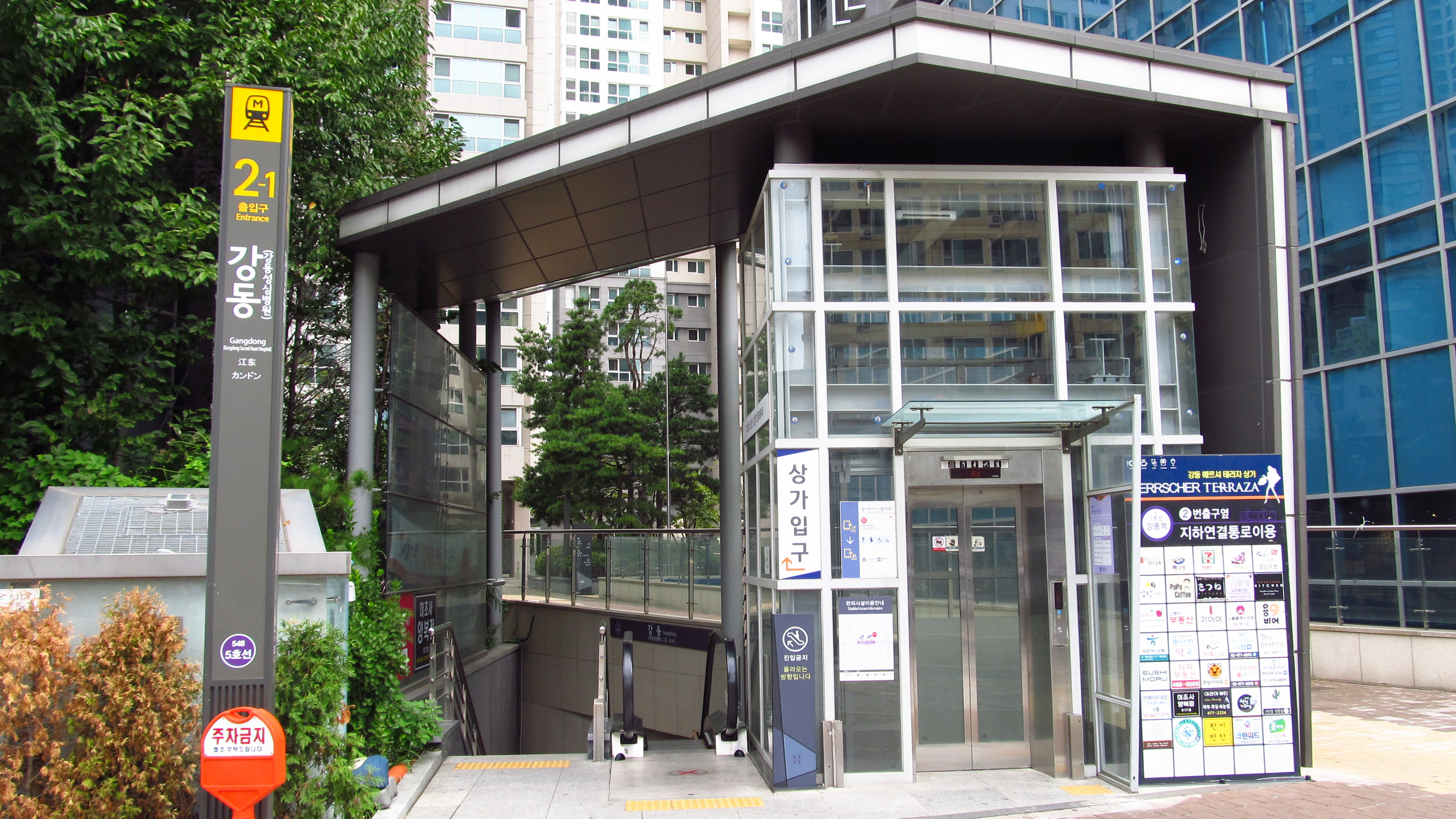
Lối ra 2-1
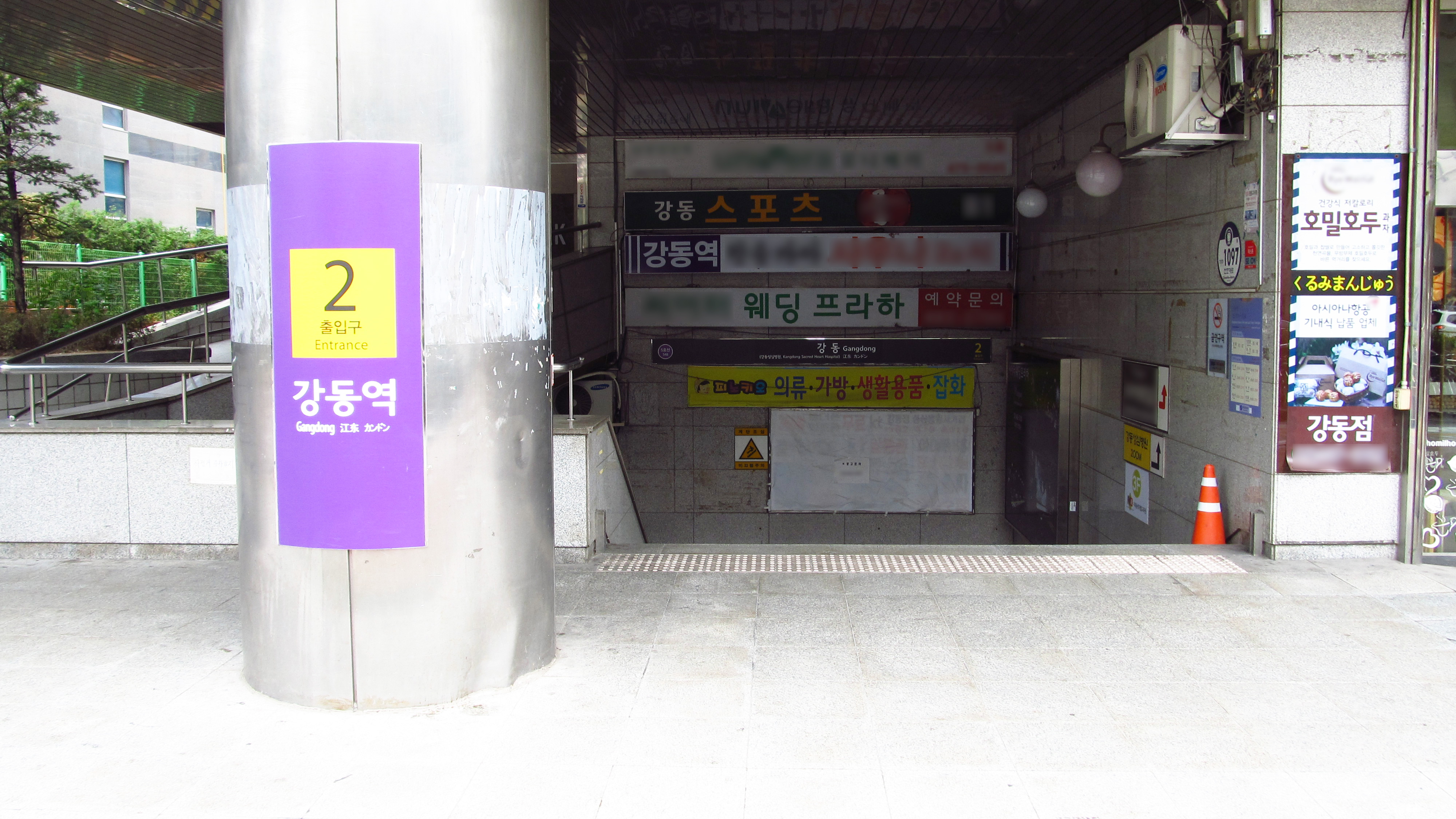
Lối ra 2